# Jiří Bartolšic

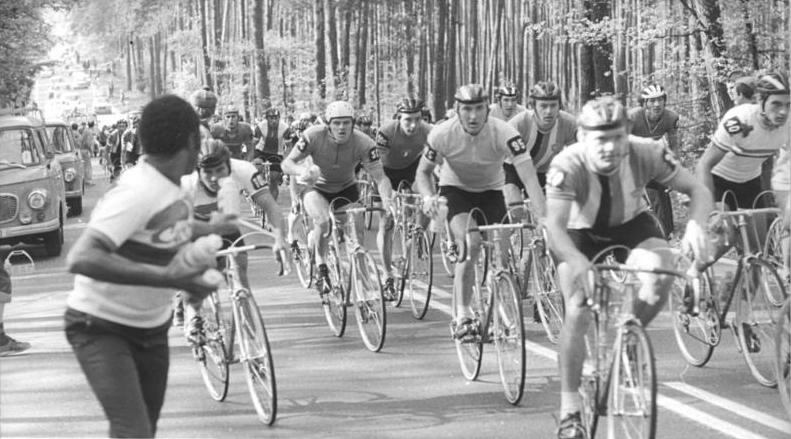
Jiří Bartolšic 1977 mit Startnummer 20

Jiří Bartolšic (* 14. Mai 1953 in Brno; † 11. Oktober 2024) war ein tschechoslowakischer Radrennfahrer und nationaler Meister im Radsport.

## Sportliche Laufbahn
Bartolšic war ein starker Fahrer in Etappenrennen. Der erste bedeutende sportliche Erfolg von Bartolšic war der Sieg im internationalen Etappenrennen Tour de Bohemia 1973 vor seinem Teamkollegen Rudolf Labus. 1974 konnte er dieses Straßenradrennen erneut gewinnen. Die Gesamtwertung der Serbien-Rundfahrt entschied er 1975 für sich. 1977 war er im Grand Prix d’Annaba, einem Etappenrennen im Vorfeld der Algerien-Rundfahrt, siegreich und wurde Zweiter in der Steiermark-Rundfahrt. Etappensiege holte er in der Kuba-Rundfahrt 1974 (zweifach), in der Tour de l’Avenir und in der Tour of Scotland 1976, im Grand Prix Guillaume Tell 1977, in der Settimana Ciclistica Lombarda, im Course de l’Amitié und in der Tour of Scotland 1978, in der Tour de Bohemia 1979 sowie im Milk Race 1981.
Zweiter wurde er in der Tour of Scotland 1974 (mit einem Etappensieg), im Course de l’Amitié 1978, in der Tour de Bohemia 1979 und 1981.
Die Slowakei-Rundfahrt 1974, den Grand Prix Guillaume Tell 1977, die Tour of Scotland 1976 und 1978 beendete er jeweils als Dritter der Gesamtwertung.
Bartolšic gewann das Eintagesrennen Grand Prix Bohumin 1980. Im Rennen Prag–Karlovy Vary–Prag 1975 wurde er hinter Michal Klasa Zweiter.
Die Internationale Friedensfahrt fuhr er viermal. 1975 wurde er 18., 1977 23., 1978 30., 1979 59. der Gesamtwertung. In der Tour de l’Avenir kam er 1976 auf den 11. Rang. 1976 siegte er in der Punktewertung.
Bartolšic starb am 11. Oktober 2024 im Alter von 71 Jahren.